# Witold Czeglik
Witold Józef Czeglik pseud. „Włóczęga” (ur. 14 grudnia 1914 w Maspeth w Stanie Nowy Jork, zm. 29 października 1971 w Kościanie) – lekarz, żołnierz Wojska Polskiego i Armii Krajowej, kawaler Krzyża Srebrnego Orderu Virtuti Militari.

## Życiorys
Urodził się w rodzinie Adolfa i Katarzyny z d. Iwaszko. W 1921 wrócił do Polski wraz z rodzicami. Absolwent Gimnazjum im. Adama MIckiewicza w Wilnie (1935) i Szkoły Podchorążych Rezerwy w Wilie. Student Wydziału Lekarskiego Uniwersytetu Stefana Batorego w Wilnie (1937-1939).
Podczas kampanii wrześniowej brał udział w obronie Wilna w szeregach 85 pułku strzelców. Po kapitulacji dostał się do niewoli sowieckiej, z której został zwolniony w 1941. 
Od maja 1943 dowódca plutonu w II kompanii tworzonego 77 pułku piechoty AK.
„Za walki podczas okupacji, szczególnie za męstwo okazane w akcji 06.02.1944 odznaczony został Orderem Virtuti Militari”. 
Po zakończeniu wojny dokończył studia medyczne na Uniwersytecie Poznańskim. Następnie wykonywał zawód lekarza aż do śmierci. Zajmował m.in. stanowisko ordynatora w Państwowym Sanatorium dla Nerwowo Chorych w Kościanie.
Został pochowany na cmentarzu w Kościanie.

## Życie rodzinne
Żonaty z Janiną z d. Lewandowska. Mieli cztery córki: Barbarę (ur. 1949, zm. 1949), Ewę (ur. 1950), Bożenę (ur. 1951), Barbarę (ur. 1953).

## Ordery i odznaczenia
- Krzyż Srebrny Orderu Virtuti Militari nr 12407[1]
- Krzyż Partyzancki (1959)[1]